# Milavići
Milavići (cyr. Милавићи) – wieś w Bośni i Hercegowinie, w Republice Serbskiej, w gminie Bileća. W 2013 roku liczyła 32 mieszkańców.